# Военный ординариат Аргентины
Военный ординариат Аргентины (исп. Obispado Castrense de Argentina) — военный ординариат (псевдо-епархия) Римско-католической церкви для вооружённых сил Аргентины.
Он освобождён, то есть непосредственно подчиняется Святому Престолу и его Римской Конгрегации епископов и обычно не объединяется с другим престолом (в отличие от некоторых других стран).
Его покровительницей является Богоматерь Луханская, а кафедральный собор расположен в соборе Морской звезды (Catedral Stella Maris) в Буэнос-Айресе, национальной столице Аргентины.

## Статистика
По состоянию на 2014 год, он оказывает пастырскую помощь католикам, служащим в Вооружённых силах Аргентины, Национальной жандармерии, Береговой охраны и их семьям в 4 приходах и 237 миссиях с 195 священниками (178 епархиальных, 17 религиозных), 1 дьяконом, 29 мирянами (17 братьев, 12 сестер) и 8 семинаристами.

## История
Он был создан как Военный викариат Аргентины 8 июля 1957 года и преобразован в Военный ординариат Аргентины 21 июля 1986 года буллой Spirituali militum curae, которую издал Римский папа Иоанн Павел II 21 апреля 1986 года. Он по-прежнему известен как Obispado Castrense (армейское епископство), как и в нескольких испаноязычных странах.

## Ординарии военного ординариата
Когда-то в нём был один вспомогательный епископ Военного викариата: Victorio Manuel Bonamín, салезианец (S.D.B.) (27.01.1960 — в отставке с 30.03.1982), титулярный епископ Биты (27.01.1960 — умер 11.11.1991) и первоначально всё ещё вспомогательный епископ Буэнос-Айреса (Аргентина) (27.01.1960 — в отставке с 22.04.1975)

### Военные викарии
- Фермин Эмилио Лафитте (назначен в 1957 году — подал в отставку в 1959 году), в то время как титулярный архиепископ Антиохии в Писидии (20.01.1958 — 25.03.1959) и коадъютор архиепископ Кордовы (Аргентина) (20.01.1958 — 25.03.1959), позже митрополит-архиепископ Буэнос-Айреса (25.03.1959 — умер 08.08.1959); ранее епископ Кордовы (07.07.1927 — 20.04.1934), назначен митрополитом-архиепископом Кордовы (20.04.1934 — 20.01.1958).
- Антонио Каджиано (назначен 14 декабря 1959 года — вышел в отставку 7 июля 1975 года), в то время митрополит-архиепископ Буэнос-Айреса (15.08.1959 — вышел в отставку 22.04.1975), президент Епископской конференции Аргентины (1958—1970), уже был назначен кардиналом-священником Сан-Лоренцо в Панисперне (22.02.1946 — 23.10.1979), в то время как епископ Росарио (Аргентина) (13.09.1934 — 15.08.1959); умер в 1979 году.
- Адольфо Сервандо Тортоло (назначен 7 июля 1975 года — вышел в отставку 30 марта 1982 года), в то время митрополит-архиепископ Параны (Аргентина) (06.09.1962 — 01.04.1986) и президент Епископальной конференции Аргентины (1970—1976); умер в 1998 году.
- Хосе Мигель Медина (назначен 30 марта 1982 года — см. ниже первый военный ординарий 21 июля 1986 года), первоначально всё ещё епископ Жужуя (Аргентина) (08.09.1965 — 07.07.1983).

### Военные ординарии
- Хосе Мигель Медина (см. выше, последний военный викарий назначен 21 июля 1986 года — умер 7 марта 1990 года), и больше никаких других должностей.
- Норберто Эухенио Конрадо Мартина, младший брат (O.F.M.) (назначен 8 ноября 1990 года — умер 28 августа 2001 года), титулярный епископ Сатафиса (08.11.1990 — 07.03.1998)
- Антонио Хуан Басеотто, Конгрегация Пресвятого Искупителя (C.Ss.R.) (назначен 8 ноября 2002 года — вышел в отставку 15 мая 2007 года), других должностей нет; ранее епископ-коадъютор Аньятуи (Аргентина) (01.02.1991 — 21.12.1992), сменил епископа Аньятуи (21.12.1992 — 08.11.2002)
  - С мая 2007 года по март 2017 место военного ординария было вакантно.
- Сантьяго Оливера (28.03.2017 — …), ранее епископ Крус-дель-Эхе (Аргентина) (24.06.2008 — 28.03.2017).

## Источник
- Annuario Pontificio, Ватикан, 2007